# CDRT15
CDRT15 (англ. CMT1A duplicated region transcript 15) – білок, який кодується однойменним геном, розташованим у людей на 17-й хромосомі. Довжина поліпептидного ланцюга білка становить 188 амінокислот, а молекулярна маса — 20 651.
| 10         |  | 20         |  | 30         |  | 40         |  | 50         |
| ---------- |  | ---------- |  | ---------- |  | ---------- |  | ---------- |
| MFSCCFPTSR |  | GCCFRNGGSE |  | SLFRRCRRRL |  | IPHPRRLSPV |  | VIRRIQVPQD |
| SLGQALAGQA |  | TPEIPLGLQL |  | HTVLVQEIQE |  | LIEAQTLAPG |  | PCAEVRALPA |
| PAAEPEPAWE |  | EAPPERALEL |  | EGAPAKDQTN |  | EELPEITEVP |  | ESIKRRLGRR |
| VPAATPAPRG |  | NLLLQAWMRV |  | HSWASRLFAP |  | NVLPGTGP   |  |            |

A: Аланін

C: Цистеїн

D: Аспарагінова кислота

E: Глутамінова кислота

F: Фенілаланін

G: Гліцин

H: Гістидин

I: Ізолейцин

K: Лізин

L: Лейцин

M: Метіонін

N: Аспарагін

P: Пролін

Q: Глутамін

R: Аргінін

S: Серин

T: Треонін

V: Валін